# Aïn El Hadid
Aïn El Hadid (em árabe: عين الحديد) é uma comuna localizada na província de Tiaret, Argélia. Sua população estimada em 2008 era de 15 482 habitantes.